# Dolicol
Dolicol refere-se a qualquer um de um grupo de compostos orgânicos principalmente insaturados de cadeia longa que são constituídos por números variáveis de unidades de isopreno terminando em um grupo isoprenóide a-saturado, contendo um grupo funcional de álcool.

## Funções
Os dolicóis desempenham um papel na modificação co-traducional de proteínas conhecidas como N- glicosilação na forma de fosfato de dolicol. Os dolicóis funcionam como uma âncora de membrana para a formação do oligossacarídeo Glc3-Man9-GlcNAc2 (onde Glc é glicose, Man é manose e GlcNAc é N- acetilglucosamina). Este oligossacarídeo é transferido do doador de dolicol para certos resíduos de asparagina (para uma sequência específica que é "Asn-X-Ser / Thr") de cadeias polipeptídicas recém-formadas. O dolicol também está envolvido na transferência dos monossacarídeos para o transportador Glc3-Man9-GlcNAc2-Dolichol em formação.
Além disso, os dolicóis podem ser adicionados às proteínas como uma modificação pós-traducional, um processo no qual árvores de carboidratos ramificadas são formadas em uma porção de dolicol e depois transferidas para um conjunto de proteínas para formar uma grande glicoproteína no retículo endoplasmático áspero.
Os dolicóis são os principais componentes lipídicos (14% em massa) da neuromelanina da substância negra (SN) humana. O fosfato de dolicol foi descoberto na Universidade de Liverpool na década de 1960, embora os pesquisadores não soubessem sua função no momento da descoberta.

## Papel no envelhecimento
O dolicol foi sugerido para ser usado como um biomarcador para o envelhecimento. Durante o envelhecimento, o cérebro humano mostra um aumento progressivo nos níveis de dolicol, uma redução nos níveis de ubiquinona, mas concentrações relativamente inalteradas de colesterol e fosfato de dolichil. Na doença neurodegenerativa da doença de Alzheimer, a situação é revertida, com diminuição dos níveis de dolicol e aumento dos níveis de ubiquinona . As concentrações de dolichil fosfato também são aumentadas, enquanto o colesterol permanece inalterado. As alterações isoprenóides na doença de Alzheimer diferem daquelas que ocorrem durante o envelhecimento normal e, portanto, essa doença não pode ser considerada como resultado do envelhecimento prematuro. O aumento do dolicilfosfato transportador de açúcar pode refletir um aumento da taxa de glicosilação no cérebro doente e o aumento do anti-oxidante ubiquinona endógeno, uma tentativa de proteger o cérebro do estresse oxidativo, por exemplo, induzido pela peroxidação lipídica.

## Síntese
O dolicol é um produto da via da HMG-CoA redutase (também conhecida como via do mevalonato) e, como tal, a sua criação e disponibilidade são afetadas pela inibição do mevalonato. Primeiro, uma cis (ou Z) -preniltransferase catalisa a condensação de farnesil difostato (FPP) com um número variável (dependente da cis-preniltransferase específica) de moléculas de isopentenil difosfato (IPP), resultando na formação de um difosfato de poliprenil (também conhecido como difosfato de desidrodoliquilo). Subsequentemente, ocorre perda de ambos os grupos fosfato, resultando em um poliprenol (desidrodolicol). Por fim, a unidade isoprenóide α é saturada pela α-saturase (ainda uma enzima hipotética), e esse álcool poliprenílico α-saturado é conhecido como dolicol.

## De outros
Os dolicóis são encontrados em eucariotos e archaea, embora moléculas de poliprenóis semelhantes sejam encontradas em bactérias. Os poliprenóis nas bactérias não contêm um isoprenóide a-saturado e são tipicamente menores em termos de unidades de isoprenóides ou comprimento de carbono. Os poliprenóis desempenham funções semelhantes nas bactérias; isto é, eles funcionam como lipídios transportadores de glicosil envolvidos na formação de polissacarídeo ramificado complexo. No entanto, o processo celular em que estão envolvidos não é a glicosilação, mas a biossíntese da parede celular. As estatinas diminuem os níveis de dolicol no organismo.

## Significado médico
A empresa farmacêutica australiana Solagran vem investigando o significado médico dos poliprenóis e sua substituição por dolicóis quando ingeridos em caso de deficiência. Os ensaios de Ropren (já registrados farmaceuticamente como hepatoprotetor) em relação a doenças neurodegenerativas (incluindo a doença de Alzheimer) na Rússia e na Austrália indicam um potencial considerável como tratamento seguro e eficaz.